# Джироламо Фрескобалди
Джироламо Фрескобалди (на италиански: Girolamo Frescobaldi) е италиански музикант, един от основните композитори на клавирна музика от периода на късния Ренесанс и ранния Барок.

## Биография
Фрескобалди е роден във Ферара, Италия. Там учи при известния органист и комозитор на мадригали Лудзаско Лудзаски. Счита се, че той е повлиян от Карло Джезуалдо, който пребивава там по същото време. Патронът на Фрескобалди – Гуидо Бентовольо, му помага да заеме позицията на органист в църквата „Санта Мария ин Трастевере“ в Рим през пролетта на 1607. Една година по-късно, през 1608, той става органист в базиликата „Свети Петър“, където е титуляр до смъртта си. За период от няколко години (1628 – 1634) е и органист в двора на Медичите във Флоренция.
Фрескобалди умира в Рим на 59-годишна възраст.
Със своите композиции той оказва влияние върху творчеството и на други композитори като Йохан Якоб Фробергер (негов ученик) и Йохан Себастиан Бах (за когото се знае, че е притежавал копие от сборника „Fiori musicali“)

## Клавирни произведения
Основната част от творчеството на Фрескобалди са е съсредоточено в клавирните му творби. Най-значимите му са сборниците с такава музика „Fiori musicali“ и още два с токати и партити.
„Fiori musicali“ (от 1635) е сборник с токати, ричеркари, канцони и др. композиции за орган, пригодени за изпълняване по време на месите. Между 1615 и 1637 са издадени двата му сборника с токати и партити, които могат да бъдат изпълнявани както на орган, така и на чембало.
Характерното за композициите на Фрескобалди е имитационната техника, подобни на фуга (в ричеркарите), виртуозните пасажи и наситеността с дисонантни акорди, характерно за музиката от периода на преход между Ренесанса и Барока.

## Други произведения
Освен множеството си клавирни творби Фрескобалди композира канцони и няколко токати за цигулка и вирджинал.
Сред вокалните му произведения са няколко меси, мотети и мадригали.